# Haraldur Guðmundsson
Haraldur Freyr Guðmundsson (ur. 14 grudnia 1981 w Keflavíku) – islandzki piłkarz, środkowy obrońca, lewy obrońca lub defensywny pomocnik, od lipca 2009 roku piłkarz klubu ÍBK Keflavík.

## Kariera klubowa
Haraldur piłkarską karierę rozpoczynał w ÍBK Keflavík. Gdy rozpoczynał przygodę z tym klubem był tylko rezerwowym, przez pierwsze trzy sezony rozegrał razem 9 meczów nie strzelając bramki. Następne 3 sezony były już dla niego bardzo udane, był graczem podstawowego składu i co jakiś czas strzelał bramki. Jego dobrą grę dostrzegli działacze norweskiego Aalesunds FK. 
Pierwszy rok był dla niego najlepszy w całej karierze - zagrał 21 meczów i strzelił 3 gole. W następnym roku zagrał 29 meczów i nie strzelił gola. W sezonie 2007 spisywał się nieźle i miał kilka ofert z innych klubów, jednak pozostał w klubie. W 2008 roku stał się już rezerwowym i zdecydował się przejść do cypryjskiego Apollon Limassol. Mimo iż zagrał niezłe pół sezonu zdecydował się wrócić do swojego pierwszego klubu - ÍBK Keflavík.

## Kariera reprezentacyjna
Haraldur grał w reprezentacjach juniorskich U-19 i U-21. W kadrze seniorskiej zadebiutował 4 czerwca 2005 roku w eliminacjach do Mundialu 2006. Islandia grała z Węgrami i przegrała 2:3.